# Okręg wyborczy nr 13 do Senatu Rzeczypospolitej Polskiej (2001–2011)
Okręg wyborczy nr 13 do Senatu Rzeczypospolitej Polskiej obejmował w latach 2001–2011 obszar miasta na prawach powiatu Nowego Sącza oraz powiatów gorlickiego, limanowskiego, nowosądeckiego, nowotarskiego i tatrzańskiego (województwo małopolskie). Wybierano w nim 2 senatorów na zasadzie większości względnej.
Powstał w 2001, jego obszar należał wcześniej do okręgów obejmujących województwo nowosądeckie i część województwa krośnieńskiego. Zniesiony został w 2011, na jego obszarze utworzono nowe okręgi nr 36 i 37.
Siedzibą okręgowej komisji wyborczej był Nowy Sącz.

## Reprezentanci okręgu
| Rok  | Senator komitet wyborczy                 | Senator komitet wyborczy                 | Senator komitet wyborczy                 | Senator komitet wyborczy                            |
| ---- | ---------------------------------------- | ---------------------------------------- | ---------------------------------------- | --------------------------------------------------- |
| 2001 |                                          | Andrzej Chronowski KWW Blok Senat 2001   |                                          | Franciszek Bachleda-Księdzularz KWW Blok Senat 2001 |
| 2005 |                                          | Stanisław Kogut Prawo i Sprawiedliwość   |                                          | Franciszek Adamczyk Platforma Obywatelska RP        |
| 2007 |                                          | Stanisław Kogut Prawo i Sprawiedliwość   | Tadeusz Skorupa Prawo i Sprawiedliwość   |                                                     |
| 2011 | okręg zniesiony, patrz okręgi nr 36 i 37 | okręg zniesiony, patrz okręgi nr 36 i 37 | okręg zniesiony, patrz okręgi nr 36 i 37 | okręg zniesiony, patrz okręgi nr 36 i 37            |

## Wyniki wyborów
Symbolem „●” oznaczono senatorów ubiegających się o reelekcję.

### Wybory parlamentarne 2001
| Kandydat                                              | Kandydat                         | Komitet wyborczy                                                      | Głosów |
| ----------------------------------------------------- | -------------------------------- | --------------------------------------------------------------------- | ------ |
|                                                       | Andrzej Chronowski●              | KWW Blok Senat 2001                                                   | 82 345 |
|                                                       | Franciszek Bachleda-Księdzularz● | KWW Blok Senat 2001                                                   | 75 665 |
|                                                       | Zygmunt Berdychowski             | KWW Zgoda                                                             | 56 473 |
|                                                       | Jan Golba                        | KKW Sojusz Lewicy Demokratycznej – Unia Pracy                         | 50 841 |
|                                                       | Marek Oleksiński                 | KKW Sojusz Lewicy Demokratycznej – Unia Pracy                         | 41 016 |
|                                                       | Antoni Rapacz                    | KWW Antoniego Rapacza kandydata na Senatora Rzeczypospolitej Polskiej | 38 142 |
|                                                       | Józef Oleksy                     | Polskie Stronnictwo Ludowe                                            | 34 033 |
|                                                       | Emil Masłowski                   | Polskie Stronnictwo Ludowe                                            | 26 520 |
| Frekwencja: 47,94% Źródło: Państwowa Komisja Wyborcza |                                  |                                                                       |        |

*Andrzej Chronowski i Franciszek Bachleda-Księdzularz reprezentowali w Senacie IV kadencji (1997–2001) województwo nowosądeckie.

### Wybory parlamentarne 2005
| Kandydat                                              | Kandydat             | Komitet wyborczy                      | Głosów  |
| ----------------------------------------------------- | -------------------- | ------------------------------------- | ------- |
|                                                       | Stanisław Kogut      | Prawo i Sprawiedliwość                | 100 248 |
|                                                       | Franciszek Adamczyk  | Platforma Obywatelska RP              | 52 830  |
|                                                       | Jan Hamerski         | Liga Polskich Rodzin                  | 40 518  |
|                                                       | Andrzej Chronowski●  | KWW Blok Senat 2005                   | 34 883  |
|                                                       | Tadeusz Nowak        | Liga Polskich Rodzin                  | 32 436  |
|                                                       | Marian Cycoń         | KWW Mariana Cyconia                   | 26 904  |
|                                                       | Tadeusz Patalita     | KWW Wspólnota Małopolska – Senat 2005 | 23 580  |
|                                                       | Bogdan Bednarek      | Samoobrona Rzeczpospolitej Polskiej   | 21 611  |
|                                                       | Franciszek Rachel    | Polskie Stronnictwo Ludowe            | 16 519  |
|                                                       | Marek Oleksiński     | Sojusz Lewicy Demokratycznej          | 14 598  |
|                                                       | Jan Antoł            | Polskie Stronnictwo Ludowe            | 13 049  |
|                                                       | Zofia Krasicka-Domka | KWW Blok Senat 2005                   | 11 638  |
|                                                       | Kazimierz Kapera     | Rodzina-Ojczyzna                      | 9956    |
| Frekwencja: 45,06% Źródło: Państwowa Komisja Wyborcza |                      |                                       |         |

### Wybory parlamentarne 2007
| Kandydat                                              | Kandydat             | Komitet wyborczy                      | Głosów  |
| ----------------------------------------------------- | -------------------- | ------------------------------------- | ------- |
|                                                       | Stanisław Kogut●     | Prawo i Sprawiedliwość                | 162 139 |
|                                                       | Tadeusz Skorupa      | Prawo i Sprawiedliwość                | 107 261 |
|                                                       | Franciszek Adamczyk● | Platforma Obywatelska RP              | 84 099  |
|                                                       | Leszek Zegzda        | Platforma Obywatelska RP              | 58 109  |
|                                                       | Stanisław Sas        | KKW Lewica i Demokraci SLD+SDPL+PD+UP | 30 396  |
|                                                       | Józef Wiktor         | KKW Lewica i Demokraci SLD+SDPL+PD+UP | 24 312  |
|                                                       | Kazimierz Fałowski   | Unia Polityki Realnej                 | 10 981  |
| Frekwencja: 52,27% Źródło: Państwowa Komisja Wyborcza |                      |                                       |         |